# Guglielmo Caccia
Guglielmo Caccia (Montabone, 9 maggio 1568 – Moncalvo, 13 novembre 1625) è stato un pittore italiano.

## Biografia
Guglielmo Caccia, soprannominato Moncalvo perché trascorse la maturità nel comune di Moncalvo dove morì nel 1625, nacque a Montabone il 9 maggio 1568. Allievo di Giovanni Francesco Biancaro, viene considerato come il più importante esponente dell'arte della Controriforma in Piemonte, tanto da essere definito il Raffaello del Monferrato.

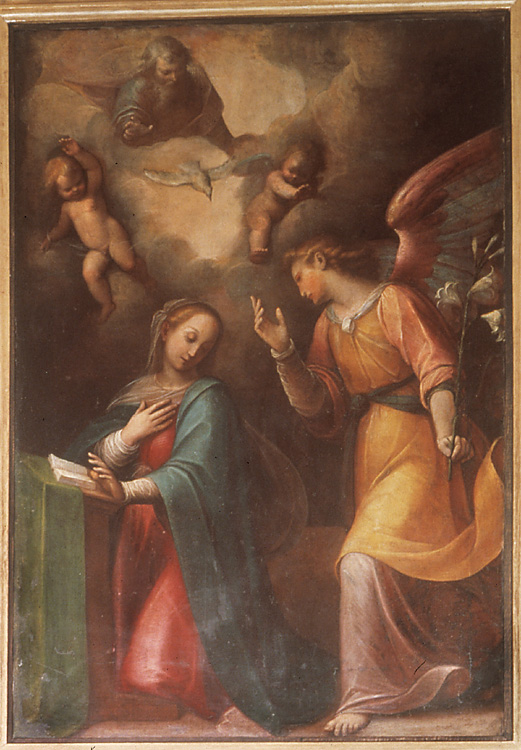
L'annunciazione, Chiesa di Sant'Andrea di Alba.

Tra il 1605-1607 dipinse la galleria di Palazzo Reale di Torino voluta da Carlo Emanuele I, insieme al pittore Federico Zuccari, opera andata distrutta in seguito ad un incendio, come pure gli affreschi sulle volte del Castello di Viboccone, distrutti col complesso nel 1706. 
Tra le sue opere più importanti è la Deposizione dalla Croce nella Basilica di San Gaudenzio a Novara. Inoltre, fra il 1613 e il 1615, dipinse la volta dell'abside e la cupola della chiesa di San Marco, sempre a Novara; la chiesa di San Francesco  a Moncalvo, l'Annuncio ai pastori (1614) per l'Arciconfraternita di San Michele a Casale Monferrato e il San Paolo con Sant'Andrea per la chiesa di Sant'Antonio Abate. Tra il 1614 e il 1619 Guglielmo Caccia risiedette a Pavia, dove l'artista era già proprietario di una casa, e, temporaneamente, a Monza. A Pavia realizzò il ciclo delle sibille, per la chiesa di Santa Maria di Canepanova, la pala di Sant'Anna (1618) per la chiesa del Carmine e altre opere per la basilica di San Michele Maggiore, mentre per il duomo di Monza dipinse la Decollazione di San Giovanni Battista. Sempre negli stessi anni l'artista eseguì numerosi lavori per diversi ordini religiosi, e soprattutto per i Barnabiti, e collaborò con l'architetto milanese Lorenzo Binaghi, tanto che gli furono commissionate opere per le chiese milanesi di Sant'Alessandro in Zebedia, San Barnaba e San Paolo Converso e nel 1619 gli furono richieste tre tele (San Gerolamo, Cristo e la Vergine) per il Tribunale di Provvisione di Milano.
Operò anche a Guarene, Vercelli, al Sacro Monte di Crea, a Torino, Novara e Milano. A Carabbia nella chiesa parrocchiale di San Siro si conserva una sua tela raffigurante la Madonna col Bambino tra i Santi Giacomo Maggiore e Francesco d'Assisi.

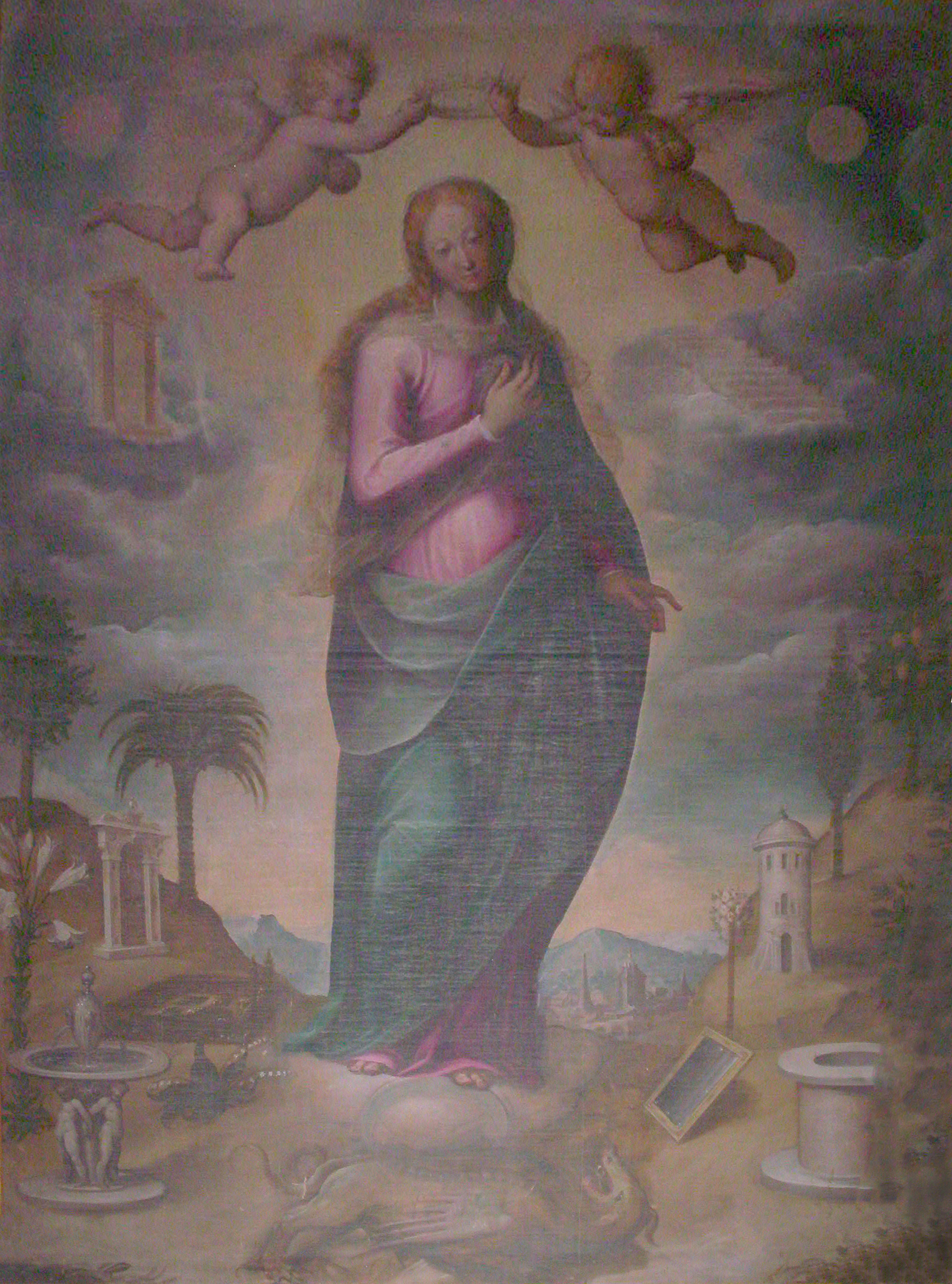
Orsola Caccia, Madonna immacolata, XVII secolo, Chiesa dell'Abbazia di Grazzano.

Il pittore soggiornò a Chieri attorno al 1606, dove si possono ammirare molte sue opere, come il ciclo di affreschi e grandi tele nella chiesa di San Domenico, la Resurrezione nella chiesa di San Giorgio, la Madonna con il Bambino e San Bernardino da Siena e l'Incoronazione con i Santi Rocco, Sebastiano, Giorgio e Guglielmo nella chiesa dei Santi Bernardino e Rocco, la tela di San Nicola da Tolentino presso la medesima chiesa ed altri dipinti in parecchi edifici religiosi. Si ritiene anche, ma senza documentazione a supporto della tesi, che abbia realizzato alcune delle Madonne visibili sulle facciate di edifici civili nella stessa cittadina.
Nel 1589 sposò a Casale Laura Oliva, figlia del pittore Ambrogio Oliva.

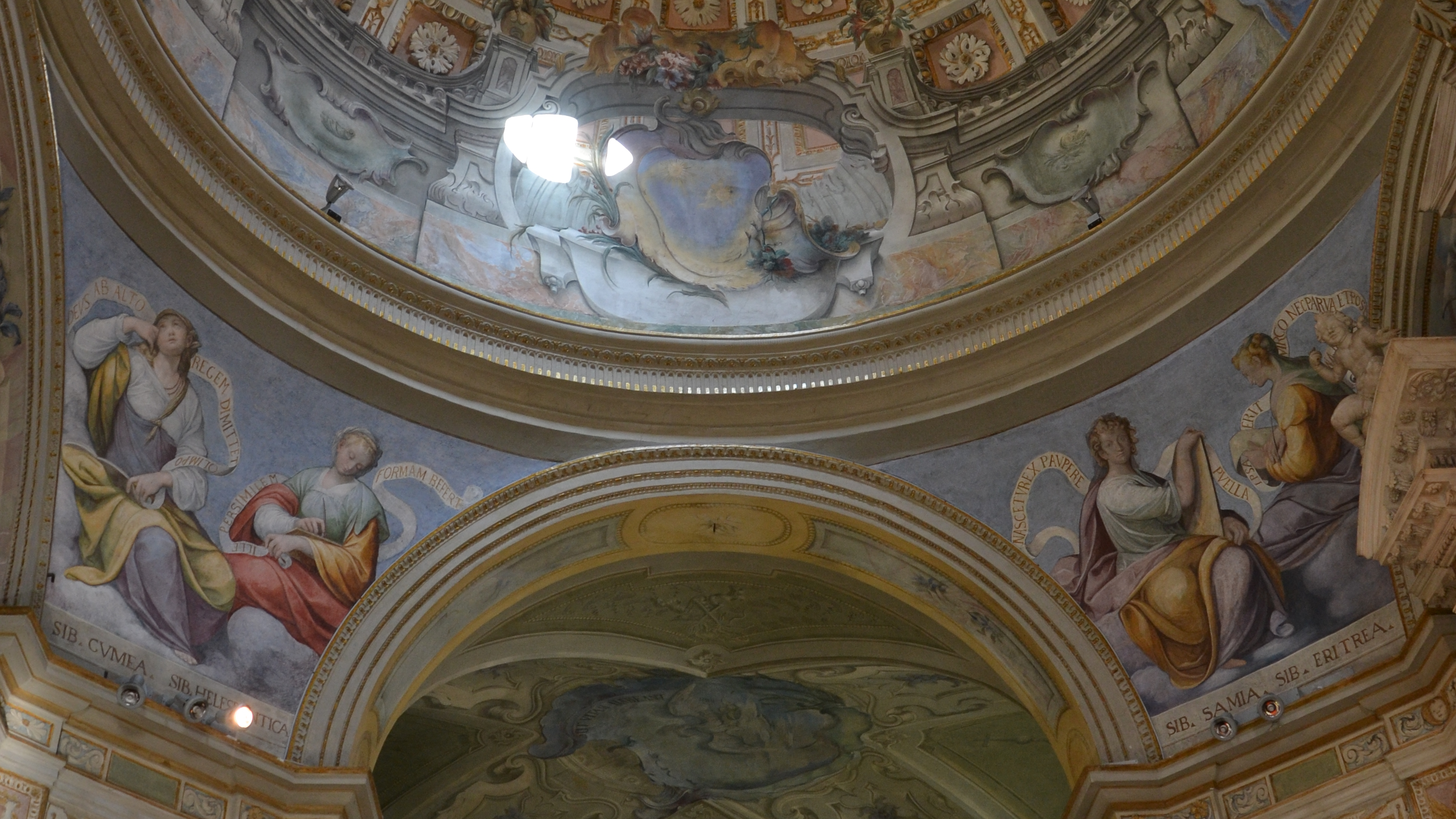
Il ciclo delle Sibille (1614- 1619), Pavia, Chiesa di santa Maria di Canepanova.

Nel 1625 ottenne l'autorizzazione dal vescovo di Casale Monferrato Scipione Agnelli di far aprire a Moncalvo, in un edificio di sua proprietà, un convento delle Orsoline all'interno del quale furono trasferite quattro sue figlie, tra le quali vi era Orsola Maddalena Caccia, che rimase nel convento fino alla sua morte avvenuta nel 1676. Orsola Maddalena seguì le orme del padre, diventando una valente pittrice come testimoniano le tele Natività di San Giovanni Battista, San Luca nello Studio e Sacra famiglia con Sant'Anna presenti a Moncalvo ed esposte dal dicembre 2014 all'aprile 2015 al National Museum of Women in the Arts di Washington. Secondo Luigi Antonio Lanzi ebbe come allievo Giorgio Alberino.

## Opere
- Galleria di Palazzo Reale di Torino, andata distrutta
- Deposizione dalla Croce nella Basilica di San Gaudenzio a Novara
- La Vergine tra i Santi Rocco e Sebastiano (1601), Basilica di San Michele Maggiore, Pavia.
- Il martirio di Santa Lucia, Basilica di San Michele Maggiore, Pavia.
- Volta absidale e Cupola della chiesa di San Marco[2], a Novara (1613-15)
- Chiesa di San Francesco  a Moncalvo
- Le otto sibille, Chiesa di Santa Maria di Canepanova, Pavia
- Annuncio ai pastori (1614) per l'Arciconfraternita di San Michele a Casale Monferrato
- San Michele per l'Abbazia di Santa Croce (Mortara)
- San Paolo con Sant'Andrea per la chiesa di Sant'Antonio Abate
- Pala di Sant'Anna (1618), Chiesa di Santa Maria del Carmine, Pavia.
- Decollazione di San Giovanni Battista, Monza, Duomo
- San Gerolamo, Cristo e la Vergine (1619), Milano, Museo Civico del Castello Sforzesco
- Natività, San Gerolamo e Pio V (1620 ca.), Pavia, Collegio Ghislieri
- Nella chiesa parrocchiale di San Siro a Carabbia la Madonna col Bambino tra i Santi Giacomo Maggiore e Francesco d'Assisi
- Intercessione di san Francesco, Felizzano, chiesa di San Michele e San Pietro
- A Chieri: ciclo di affreschi e grandi tele nella chiesa di San Domenico, la Resurrezione nella chiesa di San Giorgio (ma proveniente dal monastero delle clarisse), la Madonna con il Bambino e San Bernardino da Siena e l'Incoronazione con i Santi Rocco, Sebastiano, Giorgio e Guglielmo nella chiesa dei Santi Bernardino e Rocco (questa seconda tela proviene dalla distrutta chiesetta di San Rocco), la tela di San Nicola da Tolentino presso la medesima chiesa (dalla Casa di Riposo Giovanni XXIII, ma probabilmente dalla chiesa di Sant'Agostino, distrutta verso il 1805
- L'annunciazione (attr.) presso il Castello di Bruzolo in Valle di Susa, probabilmente proveniente dalla Cappella del castello dedicata a San Michele.
- Beata Vergine col Bambino (attribuita), Crescentino, chiesa parrocchiale della B. V. Assunta
- Madonna con Bambino e San Giovannino, 1609-1615, olio su ardesia, cm. 20 x 28, Asti, Palazzo Mazzetti
- Le nozze di Canaa, presso Azienda Ospedaliera Alessandria
- tre tele raffiguranti l'Intercessione di Maria e dei Santi Domenico e Francesco, San Bernardo da Mentone con le Sante Lucia, Cecilia, Apollonia e Margherita e l'Intercessione dei Santi Rocco e Sebastiano presso chiesa di San Martino Vescovo in San Salvatore Monferrato
- Madonna col Bambino tra i Santi Carlo Borromeo e Francesco d'Assisi (1620 ca.), nella chiesa di Sant'Ambrogio a Merate